# Karl Pregl
Karl „Charly“ Pregl (* 7. Mai 1944 in Klagenfurt am Wörthersee) ist ein ehemaliger österreichischer Eishockeytorwart. 1969/70 verhalf er als Tormann dem EC KAC zum 13. Mal der Vereinsgeschichte und zum siebten Mal in Serie zum Meistertitel der Österreichischen Eishockeyliga. 1969 standen sich der damals noch als EC Klagenfurter AC bekannte KAC und der ZSKA Moskau im Finale des Eishockey-Europapokal 1968/69 gegenüber. Trotz überragender Leistungen als Torhüter ging dieses Spiel letztendlich verloren.